# Крапчев, Даме
Дамьян (Даме) «Стари» Крапчев (макед. Дамјан Крапчев - Стари; 2 февраля 1912, Иваница — 24 мая 1944, Плачковица) — югославский македонский партизан Народно-освободительной войны Югославии.

## Биография
Родился 2 февраля 1912 года в Иванице (Сербия). Некоторое время спустя после рождения его семья перебралась в Прилеп, где он окончил начальную школу: учился в гимназиях Чачака, Штипа и Скопье. В 1930 году поступил на юридический факультет Белградского университета. В 1937 году стал одним из сооснователей спортивного общества «Работнички» в Скопье. В 1939 году вступил в Коммунистическую партию Югославии, совместно с Орце Николовым и Раде Йовчевским был основоположником рабочего и коммунистического движения в городе.
В начале августа 1941 года Крапчев присоединился к партизанским частям, приняв участие в диверсии на руднике Радуша под Скопье. 22 августа 1941 года после образования 1-го Скопьевского партизанского отряда был назначен его политическим комиссаром. 29 октября (по другим данным, 2 ноября) отряд был расформирован, а Даме ушёл в подполье и в январе 1942 года перебрался в Косово. 17 апреля 1942 года у Скопьевской Чёрной горы Крапчевым и Георгием Саздовским был создан 2-й Скопьевский партизанский отряд численностью 20 человек. Крапчев снова был назначен его политруком. Спустя 10 дней Крапчева и Саздовского заочно арестовали и передали их дело болгарскому суду. Заочный процесс проходил с 27 апреля по 9 мая 1942 года, Крапчева приговорили к смерти.
В первой половине 1943 года он нёс службу в Скопьевско-Косовском партизанском отряде, с лета того же года — в Шарпланинском партизанском отряде и Косовском народно-освободительном батальоне. 26 февраля 1944 года вступил в ряды 3-й македонской бригады. Погиб 24 мая 1944 года в боях на горе Плачковица против болгарских военных и полицейских во время Весеннего наступления.
Именем Крапчева названа начальная школа в Ченто, пригороде Скопье.